# Woigot
Woigot – rzeka we Francji, przepływająca przez teren departamentu Meurthe i Mozela, o długości 20,7 km. Stanowi lewy dopływ rzeki Orne.